# Formule Tasmane
La Formule Tasmane, ou Tasman Series, est une discipline de sport automobile qui exista de 1964 à 1975 et dont les épreuves étaient disputées en Australie et en Nouvelle-Zélande. Son nom provient de la mer de Tasman située entre la Nouvelle-Zélande, l'Australie et la Tasmanie. Le championnat débutait chaque année en janvier pour s'achever fin février, ou début mars, durant l'intersaison du championnat de Formule 1. La Formule Tasmane profitait de l'hiver dans l'hémisphère nord pour attirer de nombreux pilotes de haut niveau dans l'hémisphère sud. Cette série faisait office de championnat d'Australasie de Formule 1.
Après l'annulation du Grand Prix d'Australie 2021 en raison de la pandémie de Covid-19, il a été décidé de relancer à la place la série Tasmane.

## Histoire

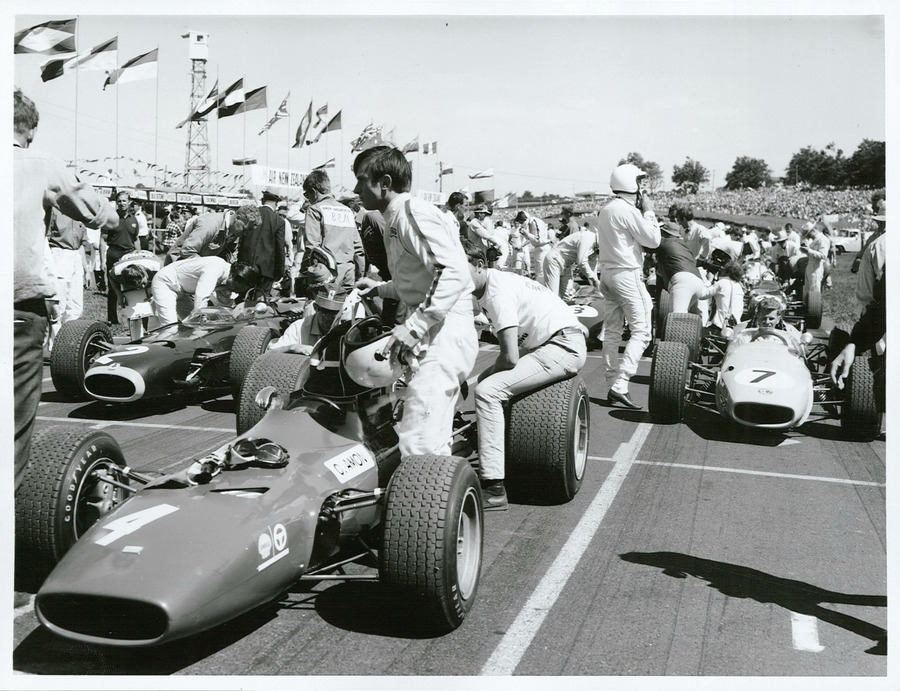
Grille de départ du GP d'Auckland en 1968

De 1964 à 1969, les monoplaces étaient similaires à celles de la Formule 1 mais la réglementation moteur était celle de la F1 d'avant 1961. Ainsi les moteurs de 2 500 cm3, interdits en F1 entre 1961 et 1965, étaient éligibles en Formule Tasmane. Lorsque la F1 opta pour des moteurs de 3 000 cm3 en 1966, la Formule Tasmane continua à imposer une limitation moteur fixée à 2 500 cm3 pour encore quatre ans. En règle générale, les châssis des F1 de la saison précédente étaient adaptés pour recevoir les moteurs « Tasmane ». Lors de la saison 1968, qui est considérée comme le zénith de la Formule Tasmane, Cosworth produisit une version adaptée de son légendaire DFV V8, le DFW, et BRM équipa ses monoplaces avec une version modifiée de son V12 utilisé en F1. Malheureusement, le retour en force de la F1, couplé à l'augmentation significative des coûts, porta un coup sévère aux finances de la Formule Tasmane, et après 1968 les équipes devinrent de plus en plus réticentes à investir des fonds importants dans ce que beaucoup considéraient comme un sous-championnat. Dans un effort pour réduire les coûts, la Formule Tasmane adopta la réglementation de la Formule 5000 en 1970 et imposa une limite moteur à 2,0 L à partir de 1972, mais cette nouvelle formule ne parvint pas à s'aligner sur les autres championnats et en 1975 il fut décidé d'arrêter définitivement la série.
Les quatre anciennes courses australiennes de Formule Tasmane devinrent les Rothmans International Series de 1976 à 1979 (toujours sous réglementation Formule 5000) et les quatre anciennes courses néo-zélandaises devinrent les Peter Stuyvesant Series, et rejoignirent après 1976 la Formule Pacific.
Beaucoup de grands pilotes originaires de la région comme Jack Brabham, Bruce McLaren, Chris Amon et Denny Hulme prirent part aux épreuves, mais le championnat attira également de nombreuses célébrités de la F1 comme Jim Clark, Graham Hill, Phil Hill, Jochen Rindt, Pedro Rodríguez et Jackie Stewart, qui faisaient le trajet depuis l'Europe.
De 2021 à 2023, la Tasman Series renait brièvement, avant d'être remplacée par le championnat d'Océanie de Formule Régionale.

## Champions de Formule Tasmane
| Année | Vainqueur       | Automobile/Pneus       | Automobile/Pneus | Victoires | Podiums | Points  | Marge |                                           | Deuxième       | Troisième |
| 1964  | Bruce McLaren   | Cooper T70-Climax FPF  | D                | 3         | 5 (7)   | 39 (47) | 6     | Jack Brabham                              | Denny Hulme    |           |
| 1965  | Jim Clark       | Lotus 32B-Climax FPF   | D                | 3 (4)     | 4 (5)   | 35 (44) | 11    | Bruce McLaren                             | Jack Brabham   |           |
| 1966  | Jackie Stewart  | BRM P261               | D                | 4         | 5       | 45      | 15    | Graham Hill                               | Jim Clark      |           |
| 1967  | Jim Clark       | Lotus 33-Climax FPF    | F                | 3 (5)     | 6 (8)   | 45 (63) | 27    | Jackie Stewart Jack Brabham Frank Gardner |                |           |
| 1968  | Jim Clark       | Lotus 49T-Cosworth DFW | F                | 4         | 5       | 44      | 8     | Chris Amon                                | Piers Courage  |           |
| 1969  | Chris Amon      | Ferrari 246T           | F                | 4         | 6       | 44      | 14    | Jochen Rindt                              | Piers Courage  |           |
| 1970  | Graeme Lawrence | Ferrari 246T           | F                | 1         | 5       | 30      | 5     | Frank Matich                              | Kevin Bartlett |           |
| 1971  | Graham McRae    | McLaren M10B-Chevrolet | G                | 3         | 5       | 35      | 4     | Frank Matich                              | Neil Allen     |           |
| 1972  | Graham McRae    | Leda GM1-Chevrolet     |                  | 4         | 4       | 39      | 11    | Mike Hailwood                             | Frank Gardner  |           |
| 1973  | Graham McRae    | McRae GM1-Chevrolet    |                  | 3         | 5       | 40      | 11    | John McCormack                            | Frank Matich   |           |
| 1974  | Peter Gethin    | Chevron B24-Chevrolet  |                  | 2         | 5       | 41      | 15    | Max Stewart                               | Johnnie Walker |           |
| 1975  | Warwick Brown   | Lola T332-Chevrolet    | G                | 2         | 4       | 31      | 1     | Graeme Lawrence Johnnie Walker            |                |           |
| 2021  | Aaron Cameron   | Rogers AF01-Ford       |                  | 1         | 3       | 165     | 22    | Roberto Merhi                             | James Golding  |           |
| 2022  | Nathan Herne    | Rogers AF01-Ford       |                  | 4         | 4       | 187     | 21    | Cooper Webster                            | Joey Mawson    |           |

Note : Les valeurs entre parenthèses incluent les résultats de toutes les courses, pas seulement celles comptant pour le championnat.